# Genistidium dumosum
Genistidium dumosum är en ärtväxtart som beskrevs av Ivan Murray Johnston. Genistidium dumosum ingår i släktet Genistidium och familjen ärtväxter. Inga underarter finns listade i Catalogue of Life.